# Der Amtschirurgus – Heimkehr
Der Amtschirurgus – Heimkehr ist eine biografische Erzählung von Theodor Storm.

## Handlung
Die Geschichte besteht aus zwei Teilen, auf die sich die beiden Teile des Titels beziehen.
Im ersten Teil erzählt Storm eine Episode aus seiner Zeit an der Husumer Gelehrtenschule: Zu dieser Zeit lebte in Husum ein geistig etwas verwirrter Mann, der als der ehemalige Amtschirurgus bekannt war. Er lebte in einer kleinen Kammer auf dem Dachboden des Rathauses, wo ihn Storm einmal besuchte. Dort gab es viele Ratten, die der Amtschirurgus fütterte und eine sogar zähmte.
Seine geistige Verwirrung zeigte sich auch darin, dass er, vom Giebelfenster des Rathauses hinabrufend, sich „als Kronprinzen von Preußen“ ausrief und „allerlei Verwünschungen über die höchsten Würdenträger der Stadt“ herabrief. Der Erzähler berichtet, dass der Amtschirurgus dies oft tat, wenn ein Gewitter aufzog, und damit eine Wettervorhersage für die Stadtbewohner darstellte.
Er konnte durch eine Deckenluke in den Rathaussaal hinabsehen. Dort gab es einmal im Jahr eine Feier, bei der die Primaner der Gelehrtenschule selbstgeschriebene Reden hielten oder Gedichte vortrugen. Storm schrieb für diesen Anlass das Gedicht „Matatias, der Befreier der Juden“. Während des Vortrags sah er den Amtschirurgus aus seiner Luke schauen, und danach wurde er von einem jüdischen Freund und Geschäftspartner seines Vaters in den Ratskeller eingeladen, um auf seinen gelungenen Vortrag anzustoßen. Als Bekräftigung seiner Sympathie für das jüdische Volk, die eng mit der Bekanntschaft dieses Mannes zusammenhängt, schiebt Storm an dieser Stelle sein Gedicht Crucifixus in den Text ein. Darin wird das Kruzifix als „Bild der Unversöhnlichkeit“ zwischen Christen und Juden kritisiert.
Mit dem Satz: „Aber ich kann so nicht weiter schreiben“ bricht Storm diesen Erzählstrang ab und beginnt, in melancholischem Tonfall seine Rückkehr in die Stadt viele Jahre später zu schildern. Das Stadtbild hat sich nach einem großen Brand stark verändert. Er schlendert durch die Stadt und erinnert sich wehmütig an ehemalige Bewohner. Beim Gang über den Friedhof kommt er auch an das Grab von Georg, einem in der Schlacht bei Idstedt gefallenen Freund aus Studienzeiten, sowie an das Grab des Amtschirurgus. Er erinnert sich an seine letzte Begegnung mit dem vom Alter gebeugten Mann, der inzwischen im städtischen Krankenhaus untergebracht war und die Ratten des Rathauses betrauerte, die inzwischen vergiftet wurden. Auf dem Heimweg vom Friedhof begegnet ihm eine Dame, in der er das junge Mädchen wiedererkennt, dessen Schönheit er einst als Primaner von Ferne bewundert hatte.

## Entstehung und Veröffentlichung
1870 schrieb Storm eine Reihe kleinerer Texte, in denen er Jugenderinnerungen poetisch verarbeitete. Die Sammlung trug den Titel Zerstreute Kapitel und wurde von Februar 1871 bis Februar 1872 in Westermanns Monatsheften veröffentlicht. Der erste dieser Texte war Der Amtschirurgus – Heimkehr. 1873 folgte die erste Buchausgabe der Sammlung im Gebrüder Paetel Verlag mit einer leicht erweiterten Fassung von Der Amtschirurgus – Heimkehr.

## Quelle
- Theodor Storm: Der Amtschirurgus – Heimkehr. In: Ausgewählte Novellen. Erster Band. Leipzig: Insel Verlag 1953, S. 281–297.